# Хронограф 354 года
Хронограф 354 года (также называется Хронография 354 года или Календарь 354 года, лат. Chronographus anni CCCLIIII) — древнеримская иллюминированная рукопись, созданная в 354 году н. э. для богатого римлянина-христианина Валентина. Также для обозначения как всего произведения, так и шестой его части — непосредственно календаря — используется название «Календарь Филокала» — по имени каллиграфа.

## Манускрипт и его списки
Оригинальный манускрипт не сохранился до нашего времени, считается, что он ещё существовал во времена Каролингов. До этого времени было сделано несколько списков — как с иллюстрациями, так и без них, которые в свою очередь копировались в эпоху Возрождения.
Наиболее полная и достоверная копия иллюстраций — карандашные рисунки в манускрипте XVII века из коллекции Барберини (Ватиканская библиотека, cod. Barberini lat. 2154.). Это — тщательно, под контролем знаменитого антиквара Николя-Клода Фабри де Пейреска, скопированный «Люксембургский Кодекс» лат. Codex Luxemburgensis, который сам был утерян в XVII веке. Эти рисунки, хотя и были копией с копии оригинала, показывают разнообразие источников, с которыми работал первоначальный иллюстратор рукописи — фрески, напольные мозаики, металлические изделия и т. п. Римский оригинал, возможно, был полноцветным.
Некоторые частичные копии или переработки сохранились со времен Каролингского возрождения и Ренессанса. Ботичелли адаптировал фигуру, персонифицирующую город Августу Треверов (совр. Трир), которая изображена в виде женщины, схватившей за волосы пленного варвара, для своего произведения «Паллада и Кентавр».
- Персонификация Трира в Хронографе 354 года.
- Сандро Ботичелли. «Паллада и Кентавр». ок. 1482 г.

«Люксембургский кодекс», который принадлежал Пьереску на правах долгосрочной аренды, пропал после смерти антиквара в 1637 году. Однако некоторые листы пропали из «Люксембургского кодекса» ещё до того, как Пьереск приобрел его, и сейчас доступны благодаря другим копиям Хронографа. Предположение Карла Норденфалька, что скопированный Пьереском «Люксембургский кодекс» был римским оригиналом, не подтвердилось.
.
Сам Пьереск считал, что возраст его манускрипта составлял семь или восемь столетий, и большинство исследователей, вслед за Шапиро, доверяют антиквару в его оценке.

## Содержание Хронографа
Фурий Дионисий Филокал был ведущим каллиграфом периода и, очевидно, создал оригинальные миниатюры. Его имя встречается на титульном листе Хронографа. Филокал, также как и Валентин, был христианином.
Хронограф, как и все римские календари, более походит на альманах, чем непосредственно на календарь: в нём много текстов и листов с элегантными аллегорическими изображениями месяцев. Так, он содержит важный «Каталог папы Либерия» со списком римских пап и так называемый «Календарь Филокала», из которого сохранилось одиннадцать миниатюр. Среди прочей информации — упоминание о праздновании Рождества (наиболее раннее из всех известных). Все сохранившие миниатюры дошли полностью, иногда они сопровождаются текстом.

### Содержание (по кодексу Барберини)
- Часть 1: титульная страница, посвящения — 1 миниатюра;
- Часть 2: изображения персонификаций городов Рима, Александрии, Константинополя и Трира — 4 миниатюры;
- Часть 3: посвящения императорам и дни рождения Цезарей — 2 миниатюры;
- Часть 4: изображения семи планет с почасовым календарём — 5 сохранившихся миниатюр;
- Часть 5: знаки Зодиака — в рукописи Барберини нет сохранившихся миниатюр; 4 миниатюры в других копиях;
- Часть 6: Календарь Филокала — семь миниатюр-персонификаций месяцев, в остальных копиях — все миниатюры. (под 25 декабря текст — лат. N·INVICTI·CM·XXX — «Рождение Непобедимого, проводятся игры, тридцать гонок» — старейшее литературное упоминание языческого праздника в честь рождения Непобедимого Солнца;
- Часть 7: портреты императоров как консулов — 2 миниатюры (последние в кодексе Барберини);
- Часть 8: Список римских консулов (фасты) с установления Республики до 354 года н. э.;
- Часть 9: даты празднования Пасхи с 312 до 411 гг.;
- Часть 10: список префектов города Рима с 254 по 354 гг.;
- Часть 11: дни памяти римских пап с 255 по 352 гг.;
- Часть 12: дни памяти святых, начинается со слов: лат. VIII kal. Ian. natus Christus in Betleem Iudeae («За восемь дней до январских календ [25 декабря], Рождение Христа в Вифлееме иудейском»);
- Часть 13: список римских епископов (Каталог папы Либерия);
- Часть 14: 14 районов города Рима;
- Часть 15: «Книга поколений»
- Часть 16: Хроника города Рима (список правителей с короткими комментариями).

15 часть хронографа, возможно, содержит самое раннее в европейской литературе упоминание булгар (лат. vulgares). Они названы в перечне народов, происходящих от библейского Сима и обитающих на востоке, рядом со скифами и лазами.